# カトリオーナ・マッコール
カトリオーナ・マッコール（Catriona MacColl、1954年10月3日 - ）は、ヨーロッパの映画やテレビで活動する女優。イギリスのロンドン生まれ、現在はフランスに在住する。
作品によって名前の表記が Catriola MacColl、Katherine MacColl、Katriona MacColl、Catriona McCallとぶれる事がある。

## 経歴
1964年から1972年まで英国ロイヤル・バレエ団に在籍。その後、フランス、マルセイユのローラン・プティ主宰ローラン・プティ・マルセイユ・バレエ団に転じた。また、ニースの演劇学校で演技を学ぶ。
1977年にフランスのテレビ・シリーズ「Brigade des mineurs」の第1話で女優デビュー。
その後、1979年3月（フランスでは1980年）に公開された日本映画『ベルサイユのばら』に
ハリウッド、ロンドン、パリで行われた400人ものオーディションから選ばれ、主役のオスカルを演じて注目を集め、TV-CF（資生堂化粧品）などにも出演して名声を得るが、映画の評価は芳しくなかった。
1980年、ルチオ・フルチのホラー映画『地獄の門』に主演。更に1981年『ビヨンド』、『墓地裏の家』と立て続けに出演した。
1998年にはジェイムズ・アイヴォリー監督の『シャンヌのパリ、そしてアメリカ』にゲスト出演した監督ボブ・スウェイムの妻役で顔を見せていた。
近年はTVシリーズのレギュラーなどでフランスで活躍している。